# Promise Divine
Promise Divine var ett pop/rock-band från Stockholm som bildades våren 2005. Promise Divine tog vid när det tidigare bandet A Fairytale of Goodbye slutade, där flera av medlemmarna spelade.
Efter ett digert turnerande i Sverige spelade Promise Divine på Vans Warped Tour i USA sommaren 2006. Efter dessa spelningar har bandet ett flertal gånger återvänt till USA för nya konserter.
Första albumet, Santos släpptes i maj 2008 och följdes upp av ytterligare turnerande. I samma veva byttes det medlemmar till den nuvarande sättningen.
I oktober 2010 signades Promise Divine till det Stockholmsbaserande skivbolaget Snapping Fingers Snapping Necks.
27 december 2010 släpptes The Promise Divine EP.
I början av 2012 bestämde sig bandet efter ett gemensamt beslut att lägga ner bandet. Bandet spelade en sista farvälspelning 2016. 

## Medlemmar
- Andreas Hellsén – sång
- Mikael Brunkvist – gitarr, sång
- Patrik Ström – gitarr, sång
- Johan Callin Svensson – basgitarr, sång
- Jimmy Brunkvist – trummor

## Diskografi
Studioalbum
- 2008 – Santos (CD, Digital Revolt)

EP
- 2008 – Come September (Digital EP, Digital Revolt)
- 2010 – The Promise Divine EP (Digital EP, Snapping Fingers Snapping Necks)

Singlar
- 2008 – "Aeroplane Heading Down" (CD, 272 Records)
- 2010 – "A Fairytale of Goodbye" (Digital single, Snapping Fingers Snapping Necks)

Samlingsalbum (div. artister)
- 2007 – Riot on Sunset Vol. 3 – Soundtrack to the Underground (CD, 272 Records)

Annat
- 2008 – All That Glitters (delad album med Magentaline, CD, 272 Records)